# روس كينغ
روس كينغ (بالإنجليزية: Ross King)‏ (و. 1962  م) هو كاتب، وكاتب سير كندي، ولد في إستيفن.